# Буре, Павел Владимирович
Па́вел Влади́мирович Буре́ (род. 31 марта 1971, Москва) — советский и российский хоккеист, воспитанник спортивной школы ЦСКА. Заслуженный мастер спорта СССР (1990). Провёл в НХЛ 12 сезонов в составе команд «Ванкувер Кэнакс», «Флорида Пантерз» и «Нью-Йорк Рейнджерс». За свою скорость получил прозвище «Русская ракета». Член Зала хоккейной славы.
Выбран под общим 113-м номером на драфте НХЛ 1989 года командой «Ванкувер Кэнакс». В первом сезоне получил приз лучшему новичку. Играл в финале Кубка Стэнли 1994 года. После семи сезонов в «Ванкувере» перебрался во «Флориду Пантерз», где два года подряд получал «Морис Ришар Трофи» как лучший снайпер лиги (также выигрывал снайперскую гонку в сезоне 1993/1994, до того как приз был учреждён). Перед сезоном 2005/06 заявил о завершении карьеры из-за хронической травмы колена в возрасте 34 лет. Всего в регулярных сезонах НХЛ провёл 702 игры, в которых набрал 779 очков (437 шайб и 342 передачи). По среднему количеству шайб за матч (0.623) Буре занимает шестое место в истории НХЛ среди тех, кто забросил не менее 200 шайб. Шесть раз участвовал в матчах всех звёзд, а в 2000 году получил приз самому ценному игроку матча всех звёзд. Занимает шестое место по количеству заброшенных шайб в регулярных чемпионатах НХЛ среди российских хоккеистов.
На международном уровне выступал за сборную СССР, а потом за сборную России. В составе сборной СССР выиграл золото молодёжного чемпионата мира 1989 года и серебро в 1990 и 1991 годах. Также в составе основной сборной СССР выигрывал золото чемпионата мира 1990 года и бронзу в 1991 году. После распада СССР выступал за сборную России на Олимпийских играх 1998 года, где завоевал серебро, и 2002 года, взяв бронзу.
На зимних Олимпийских играх 2006 года в Турине выступал в должности генерального менеджера сборной России.
Член зала славы ИИХФ и Зала хоккейной славы (2012). Первый в истории российский хоккеист, чей игровой номер был выведен из обращения командой НХЛ. В январе 2017 Буре был включён в список 100 величайших хоккеистов за всю историю НХЛ.

## Биография

### СССР
Родился 31 марта 1971 года в 3-й городской больнице Минска (хотя родители постоянно проживали в Москве, его мать, бывшая минчанка, уехала рожать в Минск; сам Павел неоднократно говорил в интервью, что в свидетельстве о рождении местом рождения у него записан город Москва по месту прописки родителей) в семье пловца Владимира Буре, 4-кратного призёра Олимпийских игр и 17-кратного чемпиона СССР. Внук известного тренера по плаванию Валерия Буре, репрессированного при Сталине. Брат другого известного хоккеиста, Валерия Буре. Из рода основателя знаменитой часовой фирмы «Павел Буре».
Начинал играть в детской команде ЦСКА с 6 лет и одновременно играл за «Олимпию» (Москва). В 1988 году дебютировал за основу ЦСКА в матче против рижского «Динамо»: уже на четвёртой минуте он забросил свою первую шайбу. За 4 сезона в армейском клубе Павел 2 раза становился чемпионом СССР и 3 раза обладателем Кубка европейских чемпионов, наиболее ударно он провёл последний сезон, набирая более одного очка в среднем за матч (46 очков в 44 играх).
В 1988 году стал бронзовым призёром юниорского чемпионата Европы и лучшим снайпером — 10 шайб.
В конце 1988-го — начале 1989 года дебютировал на победном для СССР молодёжном чемпионате мира на Аляске, более того это был дебют тройки Буре — Фёдоров — Могильный на международной арене. Все трое играли очень результативно, забросив 19 шайб и набрав 38 очков. Павел, записав на свой актив 8 голов и 6 передач (третье место в списке бомбардиров после американцев Джереми Рёника и Майка Модано), был признан лучшим нападающим турнира и вошёл в символическую пятёрку чемпионата. В составе армейцев Буре дважды был чемпионом СССР и трижды выигрывал Кубок европейских чемпионов.

### НХЛ
В начале 1990-х Павел, как и многие его партнеры по сборной СССР, отправился в НХЛ, где «Ванкувер Кэнакс» выбрал его на драфте под общим 113-м номером. Клубы НХЛ тогда не очень рассчитывали на возможный приезд советских игроков, так что на том драфте выше Буре из хоккеистов СССР был задрафтован только чемпион мира 1989 года Сергей Фёдоров (под общим 74-м номером). В своём первом сезоне Буре стал самым высокооплачиваемым русским игроком в НХЛ. В сезоне 1991/92 его признали лучшим новичком лиги. По окончании сезона за свою реактивную скорость получил прозвище «Русская ракета». Такое прозвище ему придумал корреспондент газеты «Ванкувер Сан» Йен Макинтайр, обронивший фразу: "Это самое быстрое создание со времён советского «Спутника».
Два года спустя он выиграл гонку снайперов с 60 голами. При этом два сезона подряд молодой нападающий набирал больше 100 очков в регулярном чемпионате и четыре года подряд выводил свою команду в плей-офф. Особенно удачным получился чемпионат-1993/94, когда «Кэнакс» дошли до финала Кубка Стэнли, но там в упорнейшей борьбе уступили «Нью-Йорк Рейнджерс» 3-4 по сумме всех матчей. Павел, забросив 16 шайб и сделав 15 передач, установил рекорд клуба по количеству голов, передач, очков, набранных одним игроком в розыгрыше плей-офф. По окончании сезона продлил отношения с «Ванкувером», подписав 5-летний контракт на 24,5 миллиона долларов. Этот контракт стал четвертым по величине в истории лиги.
Уже в самом начале сезона Павел, в результате столкновения с игроком «Чикаго» порвал все связки правого колена. Буре предстояло длительное восстановление. Восстановившись после травмы, Павел согласился сыграть за сборную на Кубке мира 1996 года. На самом турнире он не сыграет ни минуты, поскольку в выставочной игре против американцев получил травму правого колена в результате столкновения с Брайаном Личем.

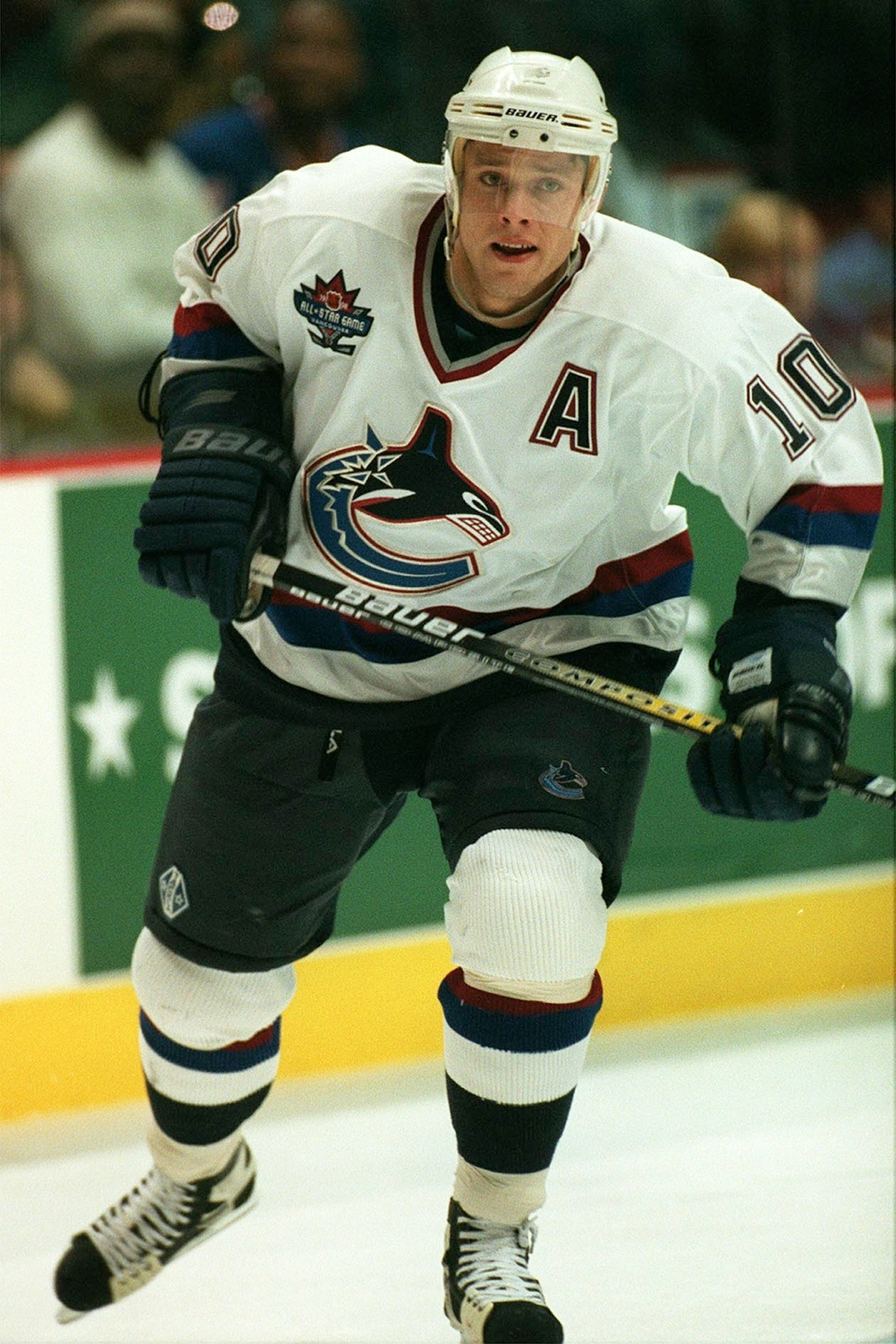
Буре в октябре 1997 года

Хотя Буре и оставался весьма результативным игроком, помочь команде он уже не мог. Сезон 1996/97 сложился неудачно, как у самого Буре так и у команды в целом: Павел покажет худший результат по соотношению очки/игры (55 очков в 63 играх), а команда впервые за 7 лет не попадёт в плей-офф. Концовку чемпионата (19 матчей) Павел не доиграл из-за травмы спины.
С лета 1998 года обосновался в Москве, чтобы не терять игровую форму, тренировался с ЦСКА. «Ванкувер» сначала отстранил форварда, а потом стал искать варианты обмена. Забастовка, продлившаяся 7 месяцев, стоила Буре потери 5 миллионов долларов его оклада.
В январе 1999 года в результате масштабной сделки россиянина отдали «Флориде», где он ещё дважды добирался до отметки в 90 очков и 50 голов за сезон, завоёвывая приз лучшему снайперу — «Морис Ришар», однако командных титулов не добился. В сезоне 1999/2000 забросил 58 шайб и сделав 36 передач (94 очка), финишировал вторым в списке бомбардиров чемпионата, уступив только Яромиру Ягру, а также установил рекорд команды по количеству очков набранных одним игроком в сезоне. Летом 2000 года Павел подписал 5-летний контракт с «пантерами» на 47,5 миллиона долларов, более того, была опция на 6 лет с окладом 10,5 миллиона долларов. Летом 2001 года после обмена Валерия братья впервые воссоединились в одной команде.
В марте 2002 года за один день до дедлайна «Флорида» обменяла Буре в «Нью-Йорк Рейнджерс». Однако плей-офф Кубка Стэнли в пятый раз подряд прошел без участия команды из Нью-Йорка. Павел пропускал много игр из-за рецидива травмы колена, а сезон 2003/2004 он пропустил полностью.
1 ноября 2005 года на пресс-конференции в Москве объявил о завершении карьеры. В итоге, в регулярном чемпионате НХЛ он провёл 702 матча, забросив 437 шайб и набрав 779 очков. Шесть раз участвовал в матчах всех звёзд, в 2000 году получил приз самому ценному игроку такого матча, становился лучшим снайпером чемпионатов НХЛ в сезонах 1999/2000, 2000/01.
В НХЛ выступал под номерами 96, 10, 9.

### Сборная России

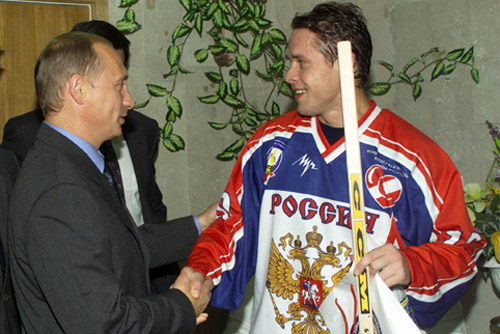
Павел Буре и Владимир Путин в августе 2001 года

В составе сборной СССР 19-летний Буре выиграл золото чемпионата мира 1990 года. В составе сборной России выиграл серебро Олимпийских игр 1998 года и бронзу Олимпийских игр 2002 года.
На Олимпийских играх 1998 года в Нагано Буре был капитаном и в шести матчах забросил 9 шайб. Особо отличился в полуфинале 20 февраля против сборной Финляндии. Буре забросил три первые шайбы в матче в ворота Ярмо Мюллюса, но финны сумели сравнять счёт во втором периоде. После шайбы Алексея Жамнова финны вновь сравняли счёт в третьем периоде. На 47-й минуте матча Андрей Коваленко вывел сборную России вперёд (5:4), а на 56-й минуте Буре забросил свою 4-ю шайбу в матче. За пять секунд до конца третьего периода Буре в пустые ворота забросил свою 5-ю шайбу и установил окончательный счёт (7:4). В финале 22 февраля против сборной Чехии ни Буре, ни всей сборной не удалось забросить Доминику Гашеку, в итоге сборная России довольствовалась серебряными медалями, проиграв 0:1. Буре став лучшим снайпером олимпийского турнира и был признан лучшим нападающим.

### После окончания карьеры

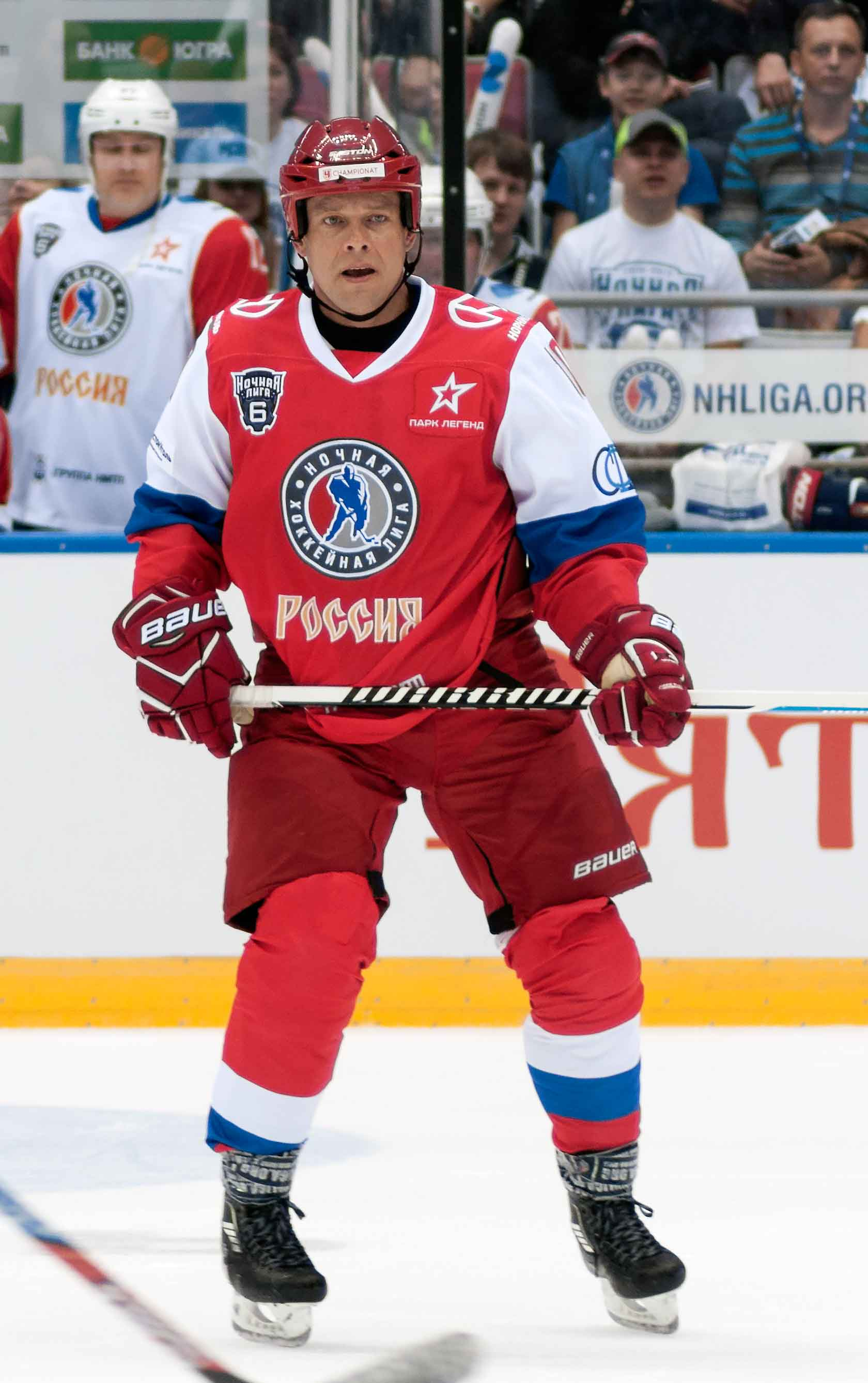
Павел Буре во время гала-матча Ночной хоккейной лиги в 2017 году

В 2006 году был генеральным менеджером олимпийской хоккейной сборной России. Павел пытался привлечь в сборную бывших своих коллег по звену Сергея Фёдорова и Александра Могильного, но оба они не приехали.
10 октября 2009 года 38-летний Павел Буре женился на Алине Хасановой. Дата свадьбы была выбрана не случайно, ведь Павел выступал под номером 10. 24 апреля 2013 года у пары родился сын, которого назвали Павлом. 21 июля 2015 года Павел Буре во второй раз стал отцом, у него родилась дочь Палина (комбинация имён Павел и Алина). 28 декабря 2018 года у Павла и Алины родился третий ребёнок — дочь Анастасия.
20 мая 2012 года включён в Зал славы Международной федерации хоккея, став 31-м представителем России.
Включён в Зал хоккейной славы на специальной церемонии 12 ноября 2012 года.
3 сентября 2013 года назначен генеральным менеджером хоккейных команд Краснодарского края и ответственным за развитие хоккея на Кубани. В апреле 2014 года Буре вышел из проекта.
Является членом Правления и куратором конференции «Москва» Ночной хоккейной лиги, ведя деятельность по развитию любительского хоккея.
2 ноября 2013 года «Ванкувер Кэнакс» навечно закрепил за Буре и вывел из обращения его игровой номер 10.
Болельщиками «Ванкувер Кэнакс» и «Флориды Пантерз» Буре был признан лучшим игроком в истории своих клубов.
13 августа 2015 года Павел Буре стал президентом Международной лиги легенд мирового хоккея.
В 2016 году Павел Буре отказался от американского гражданства. Уведомление об этом опубликовано в Федеральном регистре США, где раз в три месяца появляются списки вышедших из гражданства. Буре отказался от гражданства в период с 1 октября по 31 декабря 2016 года.
В ходе президентских выборов 2018 года вошёл в состав движения Putin Team, выступавшего в поддержку Владимира Путина.
25 сентября 2021 года был избран в совет ИИХФ. Является специальным представителем Федерации хоккея России по международным делам.

## Достижения

### Чемпионат СССР
| Год  | Команда | Достижение                        |
| ---- | ------- | --------------------------------- |
| 1989 | ЦСКА    | Чемпион СССР                      |
| 1989 | ЦСКА    | Лучший новичок чемпионата СССР    |
| 1990 | ЦСКА    | Серебряный призёр чемпионата СССР |

### Кубок Европы
| Год        | Команда | Достижение              |
| ---------- | ------- | ----------------------- |
| 1989, 1990 | ЦСКА    | Обладатель Кубка Европы |

### НХЛ
| Год                          | Команда         | Достижение                                    |
| ---------------------------- | --------------- | --------------------------------------------- |
| 1992                         | Ванкувер Кэнакс | Обладатель Колдер Трофи                       |
| 1994                         | Ванкувер Кэнакс | Обладатель Приза Кларенса Кэмпбелла           |
| 1994                         | Ванкувер Кэнакс | Попадание в первую символическую сборную НХЛ  |
| 1993, 1994, 1996, 1997, 1998 | Ванкувер Кэнакс | Участник Матча всех звёзд                     |
| 2000, 2001                   | Флорида Пантерз | Обладатель Морис Ришар Трофи                  |
| 2000, 2001                   | Флорида Пантерз | Участник Матча всех звёзд                     |
| 2000, 2001                   | Флорида Пантерз | Попадание во вторую символическую сборную НХЛ |
| 2000                         | Флорида Пантерз | Самый ценный игрок Матча всех звёзд           |

### В сборной
| Год  | Команда | Достижение                                                                 |
| ---- | ------- | -------------------------------------------------------------------------- |
| 1988 | СССР    | Бронзовый призёр чемпионата Европы среди юниорских команд                  |
| 1988 | СССР    | Попадание в символическую сборную чемпионата Европы среди юниорских команд |
| 1989 | СССР    | Чемпион Европы среди юниоров                                               |
| 1989 | СССР    | Попадание в символическую сборную чемпионата Европы среди юниорских команд |
| 1989 | СССР    | Лучший нападающий чемпионата Европы среди юниорских команд                 |
| 1989 | СССР    | Чемпион мира среди молодёжи                                                |
| 1989 | СССР    | Попадание в символическую сборную чемпионата мира среди молодёжных команд  |
| 1989 | СССР    | Лучший нападающий чемпионата мира среди молодёжных команд                  |
| 1990 | СССР    | Серебряный призёр чемпионата мира среди молодёжных команд                  |
| 1990 | СССР    | Чемпион мира                                                               |
| 1990 | СССР    | Серебряный призер чемпионата Европы                                        |
| 1991 | СССР    | Серебряный призёр чемпионата мира среди молодёжных команд                  |
| 1991 | СССР    | Бронзовый призёр чемпионата мира                                           |
| 1991 | СССР    | Чемпион Европы                                                             |
| 1998 | Россия  | Серебряный призёр Олимпийских игр                                          |
| 1998 | Россия  | Лучший нападающий Олимпийских игр                                          |
| 2002 | Россия  | Бронзовый призёр Олимпийских игр                                           |

## Награды и звания, признание
- Орден «За заслуги перед Отечеством» IV степени (29 марта 2021 года) — за большой вклад в развитие физической культуры и спорта, многолетнюю добросовестную работу[26]
- Орден Александра Невского (6 февраля 2023 года) — за обеспечение успешной подготовки спортсменов, добившихся высоких спортивных достижений на XXIV Олимпийских зимних играх 2022 года в городе Пекине (Китайская Народная Республика)[27]
- Орден Почёта (27 февраля 1998 года) — за высокие спортивные достижения на XVIII зимних Олимпийских играх 1998 года[28]
- Заслуженный мастер спорта СССР (1990)
- Астероид (12414) Буре (2000)[29]